# 60 Большой Медведицы
60 Большой Медведицы (лат. 60 Ursae Majoris), HD 101133 — одиночная звезда в созвездии Большой Медведицы на расстоянии приблизительно 347 световых лет (около 106 парсеков) от Солнца. Видимая звёздная величина звезды — +6,076m. Возраст звезды оценивается как около 0,9 млрд лет.

## Характеристики
60 Большой Медведицы — жёлто-белый гигант спектрального класса F5IIIs. Радиус — около 4,48 солнечных, светимость — около 30,17 солнечных. Эффективная температура — около 6829 К.